# 福渡町 (津山市)
福渡町（ふくわたりまち）は岡山県津山市にある地名。郵便番号は708-0074。

## 地理
奴通り（岡山県道68号津山加茂線上）の西に位置する。

## 地名の由来
旧・久米南条郡福渡村（現・岡山市北区建部町福渡）からやってきた人によって作られたことに由来する。

## 歴史

### 沿革
- 1889年6月1日 - 町村制施行により、津山城下町の福渡町他、宮川以西の町が合併して西北条郡津山町となる。
- 1900年4月1日 - 津山町が東南条郡津山東町を編入するとともに、西北条郡が西西条郡、東南条郡、東北条郡と合併し、苫田郡津山町となる。
- 1923年4月1日 - 苫田郡林田村が町制・改称、津山東町となる。
- 1929年2月11日 - 津山町が周辺の町村と合併し、市制施行し、津山市となる。

## 世帯数と人口
2021年（令和3年）1月1日現在の世帯数と人口は以下の通りである。
| 町丁   | 世帯数 | 人口 |
| ------ | ------ | ---- |
| 細工町 | 22世帯 | 47人 |

## 小・中学校の学区
市立小・中学校に通う場合、学区は以下の通りとなる。
| 番地 | 小学校           | 中学校             |
| ---- | ---------------- | ------------------ |
| 全域 | 津山市立西小学校 | 津山市立鶴山中学校 |

## 交通

### 道路
- 岡山県道68号津山加茂線（一部が奴通り。当地域ではすべてが奴通りに当たる）

## 施設
- 最上稲荷分院蓮照院